# Эль Молино (кафе)

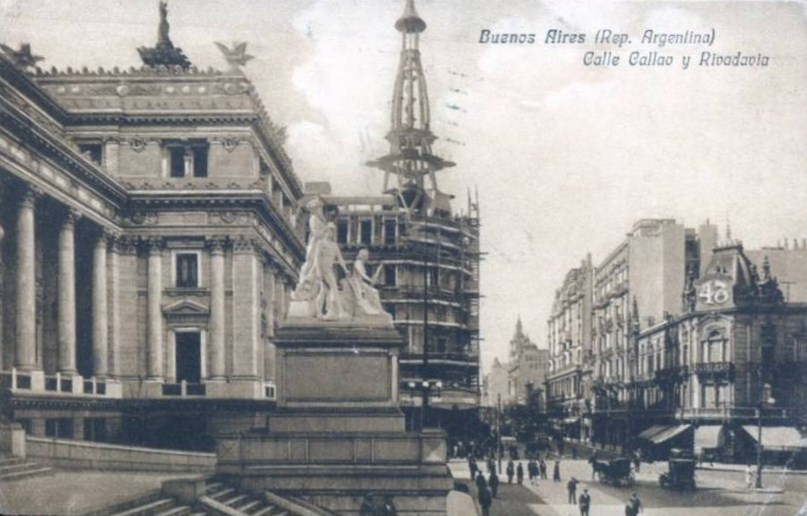
Строительство кафе (1915 год).

Кафе «Эль Молино» (исп. Confitería del Molino) — знаменитое кафе, расположенное напротив здания Национального конгресса, в районе Бальванера в Буэнос-Айресе, Аргентина, на Авенида Ривадавия, 1801.
Кафе было открыто 9 июля 1916 года (но полностью ещё не завершено) и в 1997 году было закрыто на реконструкцию, тем не менее ведётся работа с целью его повторного открытия. Рассматривается вопрос использования здания с целью ведения бизнеса. Здание в настоящее время закрыто и в 1997 году было объявлено Национальным историческим памятником (Постановление 1110/97).
Предполагалось, что в течение 2022 года здание будет открыто для публики.

## История
В 1850 году Константино Росси и Каэтано Бренна (престижный итальянский кондитер специализировавшийся на изготовлении сладкого хлеба) были владельцами так называемого кондитерского центра, расположенного на пересечении проспекта Авенида Ривадавия с улицей Родригес Пенья (тогда улицы имели названия «Федерация» и «Гарантия» соответственно).
После постройки новой мельницы получившей название Мельница Лореа (исп. Molino Lorea), построенной в городе, кондитерская получила название Антигуа Конфитериа дель Молино (Antigua Confitería del Molino). В феврале 1905 года кондитерская начала работать обслуживая здание Национального конгресса. В 1910 году завершилось строительство площади Конгресса, после чего Бренна в партнерстве с Рокатаглиата решили что им необходимо новое здание, чтобы объединить их бизнес. Архитектором нового здания стал Франсиско Джианотти (автор проектов здания банка Comafi и галереи Гуэмес, в Буэнос-Айресе).
Верхние этажи здания были предназначены для квартир, по образцу здания расположенного на Авенида Кальяо 32, приобретенного в 1909 году, где также был высокий первый этаж и пять жилых этажей, по которому проходило и строительство здания и на проспекте Авенида Ривадавия 1815, участок под которое Бренна купил в 1911. Эти здания представляли новый имидж кондитерской компании, а также удовлетворили эстетику в архитектуре. Второе здание, было открыто в 1917 году под названием Nueva Confitería del Molino, на пересечении проспектов Авенида Ривадавия и Авенида Кальяо. В нём в том же году был придуман десерт Империал русо.
Здание было сожжено во время переворота 1930 года, а затем восстановлено. Бренна умер в 1938 году, а бизнес перешёл к Ренато Варессе в 1950 году и Антонио Арментано в 1978 году. Арментано продал кафе группе людей, которые позже приведут его к банкротству.
В 1990-е годы доходы от кафе начинают снижаться. В 1992 году площадь где располагается кафе было объявлено Национальным Историческим памятником города Буэнос-Айрес, но это не помогло остановить катастрофу. Американская поп-певица Мадонна, 4 марта 1996 исполнила песню «Love Don’t Live Here Anymore» («Любовь здесь больше не живёт») в кафе Эль Молино, что напомнило судьбу кафе, в перерыве во время съемок фильма Эвита.
24 января 1997 года кафе было закрыто. С тех пор прошло несколько проектов для его повторного открытия, вплоть до 2010 года и не было осуществлено. В октябре 2010 года проект перешёл в Комитет по культуре Палаты депутатов.
Начиная с мая 2010 года Общественная Ассоциация «Восстановить кафе Эль-Молино» проводила компании в собрании подписей и мероприятия, чтобы получить в свои руки здание. Она достигла того что, теперь все эти проекты были объединены и рассмотрены Национальным Комитетом по культуре и бюджетом, с целью дальнейшего рассмотрения Палатой депутатов.
В среду 12 ноября 2014 года Палата депутатов утвердила законопроект о национализации здания под контролем Конгресса. Инициатива была от бывшего сенатора Сэмюэля Кабанчика, который был поддержан 217 голосами и один воздержался; парламент решил «объявить, что здание имеет общественную полезность и с учётом экспроприации, за его историческую и культурную ценность». Таким образом, здание будет открыто в качестве кафе, а на верхних этажах будут проходить культурные мероприятия.

## Виды

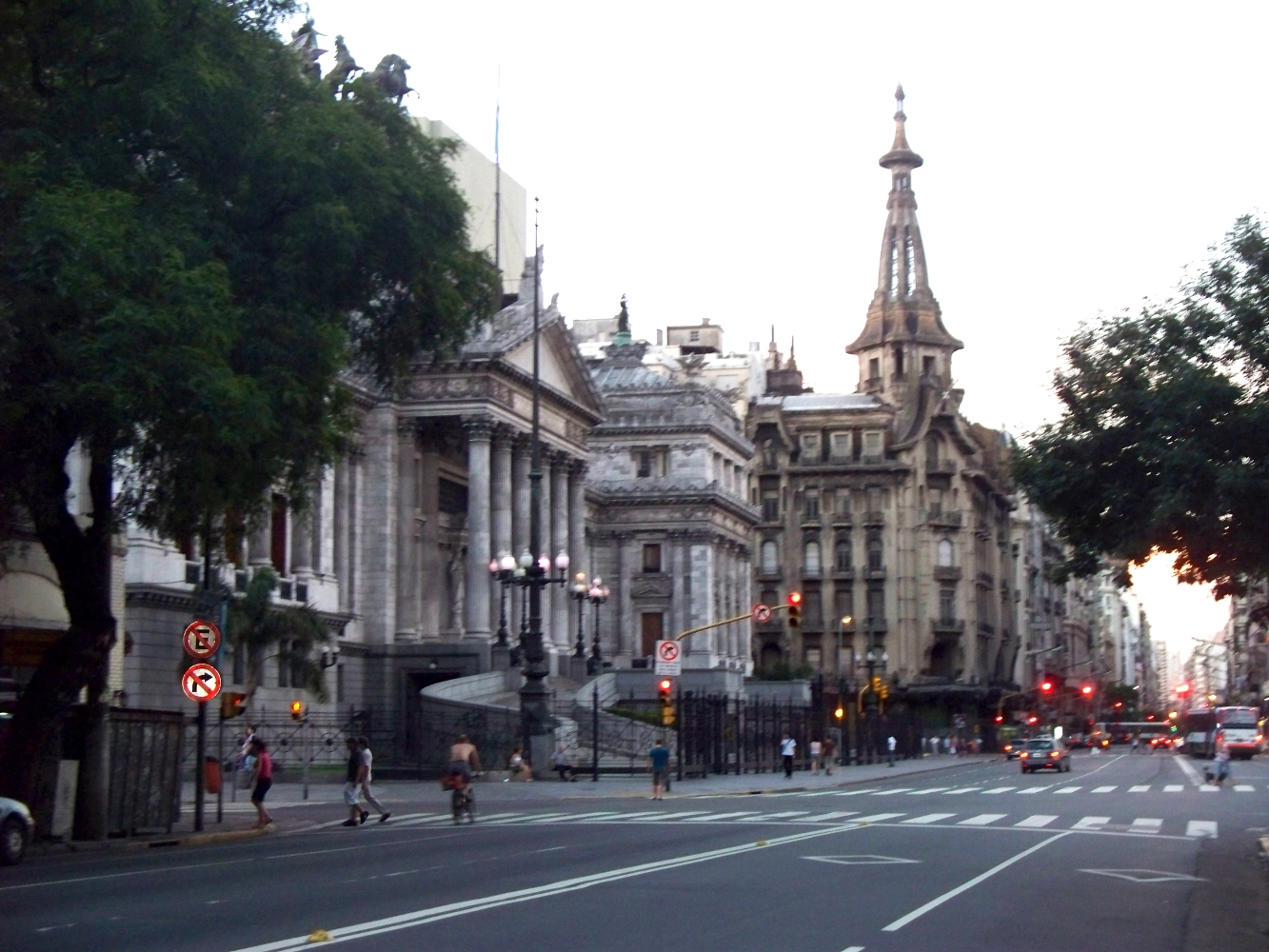
С Авенида Энтре Риос
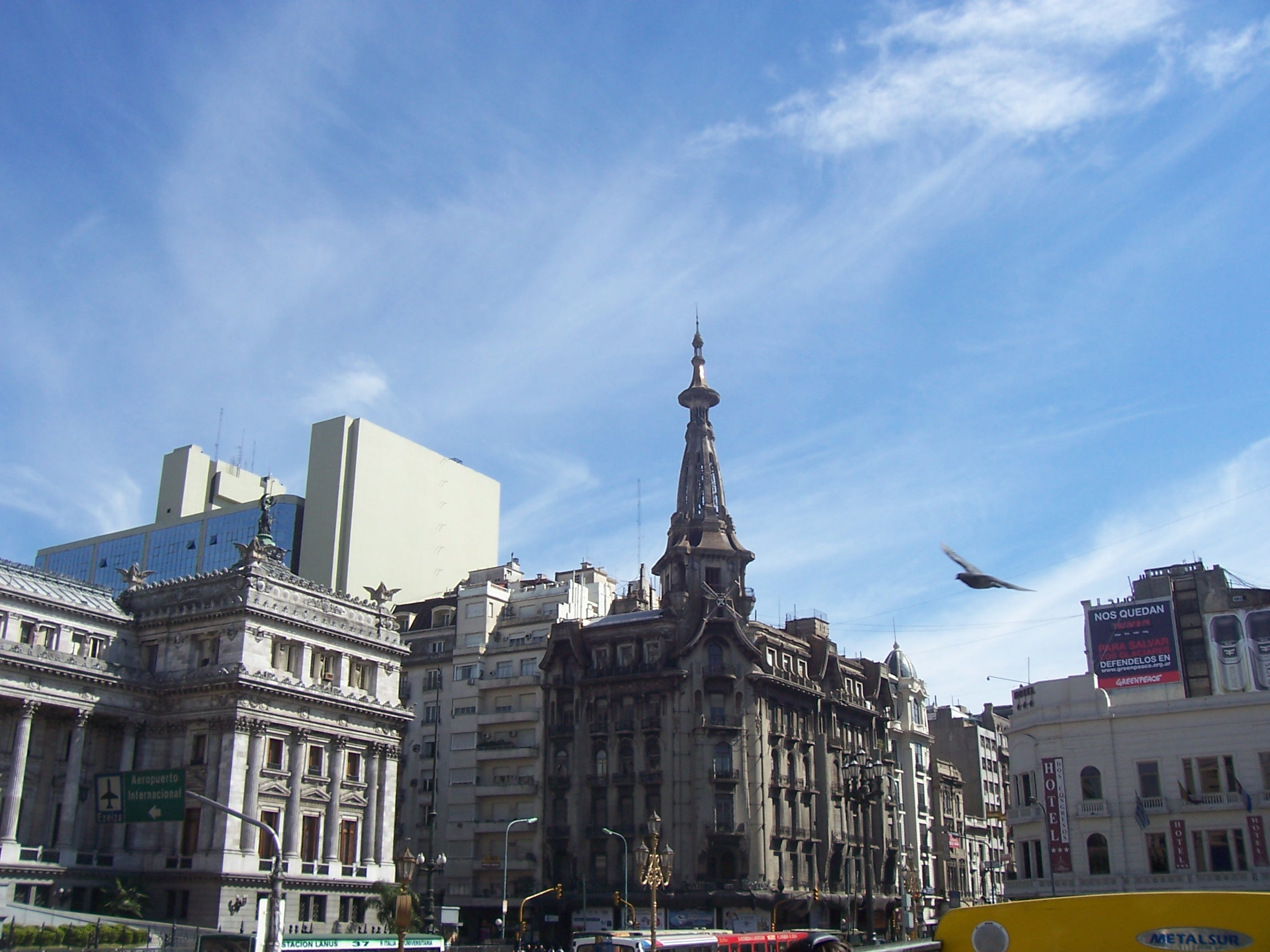
С Площади Конгресса
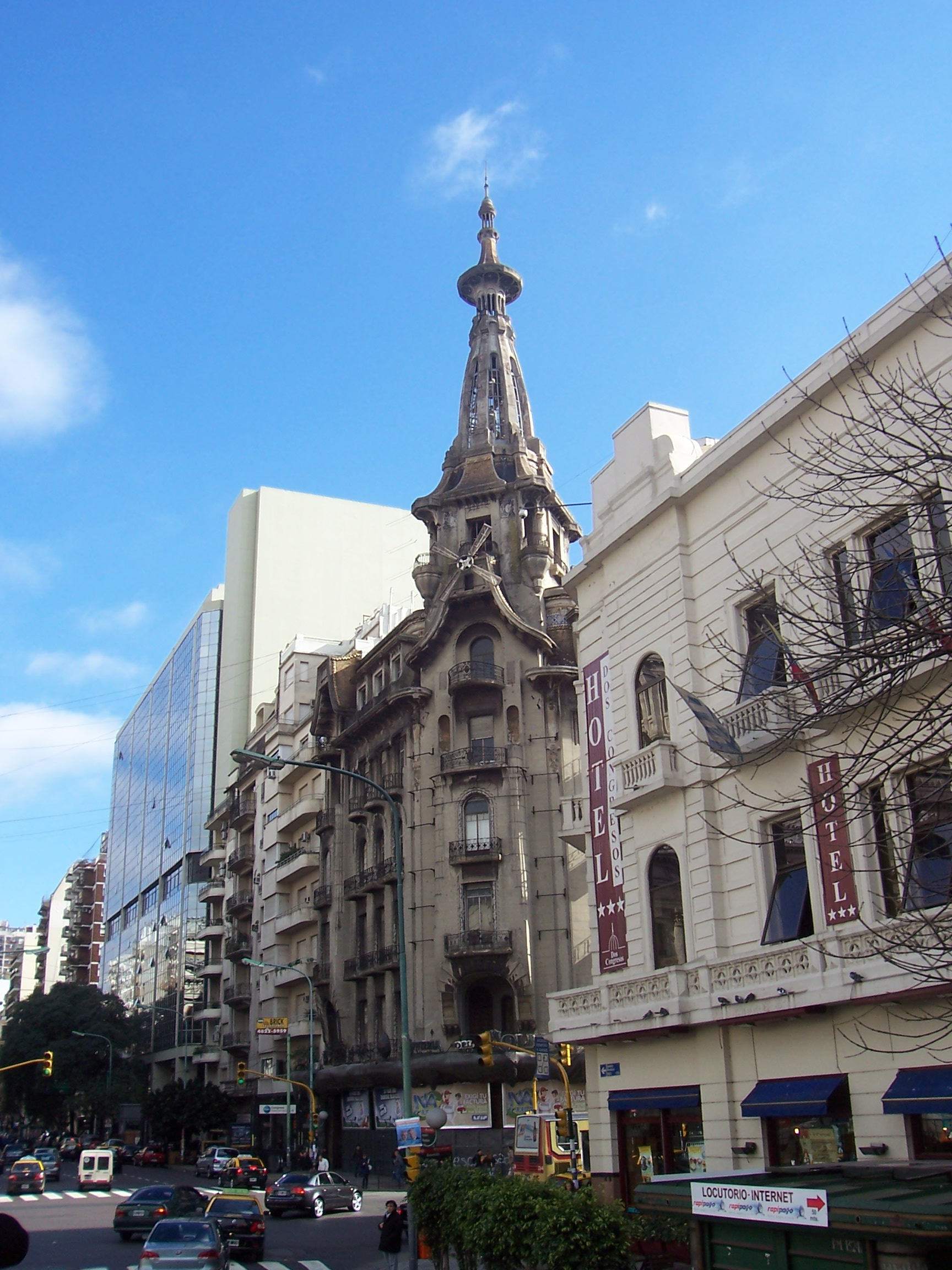
С Авенида Кальяо
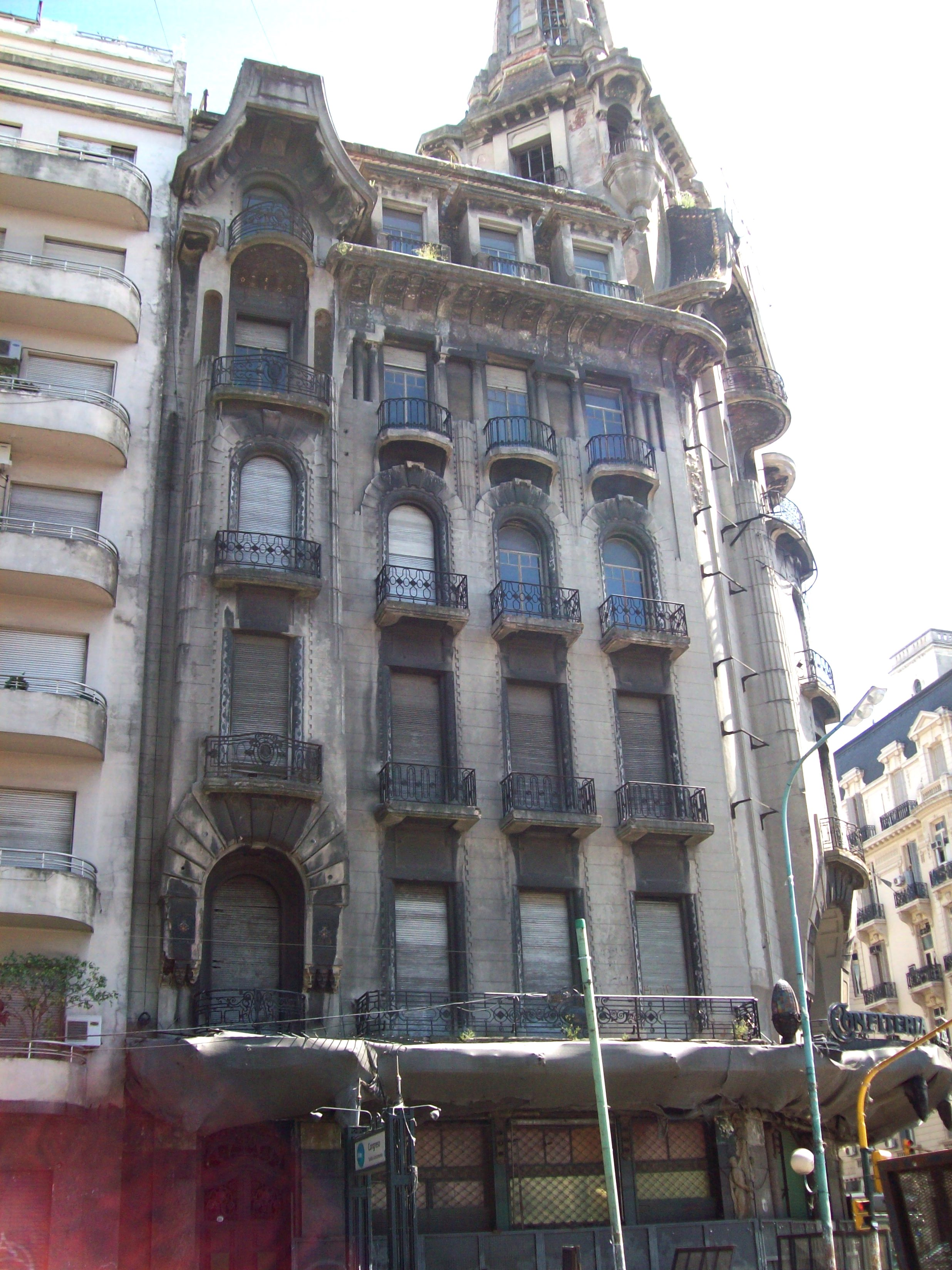
С Авенида Ривадавия
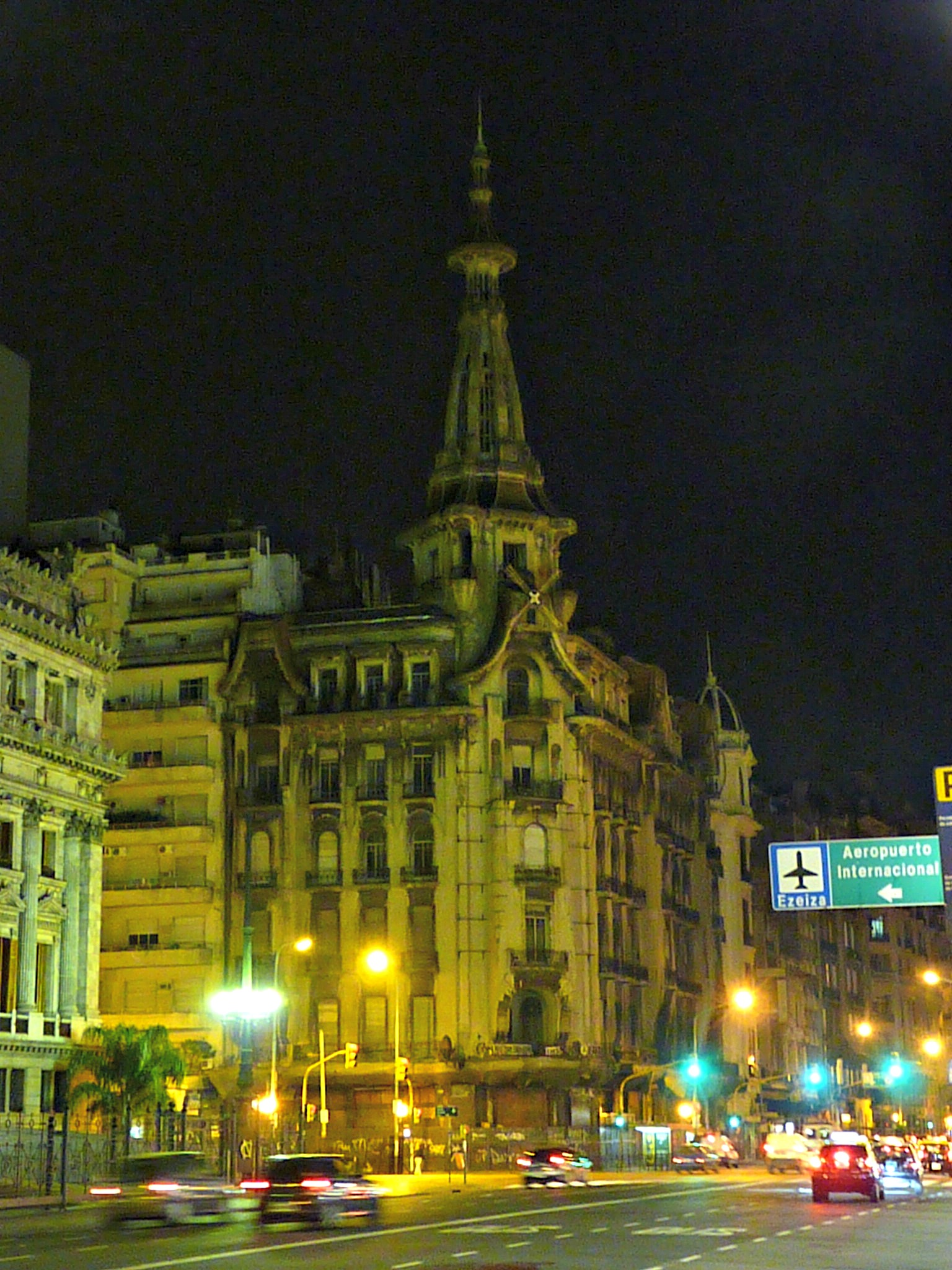
Ночью